# Chaetodus noirregularis
Chaetodus noirregularis is een keversoort uit de familie Hybosoridae. De wetenschappelijke naam van de soort is voor het eerst geldig gepubliceerd in 2006 door Ocampo.